# Pardinella
Pardinella es una localidad española perteneciente al municipio de Beranuy, en la Ribagorza, provincia de Huesca, Aragón. Su lengua propia es el catalán ribagorzano. Se encuentra unos 500 metros al norte de las fuentes de San Cristóbal.